# Liste der Kulturdenkmale in Ratzeburg
In der Liste der Kulturdenkmale in Ratzeburg sind alle Kulturdenkmale der schleswig-holsteinischen Stadt Ratzeburg (Kreis Herzogtum Lauenburg) und ihrer Ortsteile aufgelistet (Stand: 9. Juni 2025).

## Legende
In den Spalten befinden sich folgende Informationen:
- Objekt-ID: die Nummer des Kulturdenkmales
- Lage: die Adresse des Kulturdenkmales und die geographischen Koordinaten. Kartenansicht, um Koordinaten zu setzen. In der Kartenansicht sind Kulturdenkmale ohne Koordinaten mit einem roten Marker dargestellt und können in der Karte gesetzt werden. Kulturdenkmale ohne Bild sind mit einem blauen Marker gekennzeichnet, Kulturdenkmale mit Bild mit einem grünen Marker.
- Offizielle Bezeichnung: Bezeichnung des Kulturdenkmales
- Beschreibung: die Beschreibung des Kulturdenkmales
- Bild: ein Bild des Kulturdenkmales

## Sachgesamtheiten
| Objekt-ID      | Lage | Offizielle Bezeichnung                         | Beschreibung | Bild                             |
| -------------- | --- | ---------------------------------------------- | --- | -------------------------------- |
| 36795          | Am Steindamm (53° 41′ 44″ N, 10° 47′ 7″ O)                                                                                                 | Friedhöfe Am Steindamm                         | Friedhöfe am Steindamm; ab 1788; parkartige Anlage, bestehend aus zwei Friedhofsbereichen, mit klassizistischer Gruftreihe, historischen Grabanlagen und vierreihiger Lindenallee - Begründung: geschichtlich, städtebaulich - Schutzumfang: Friedhöfe am Steindamm, Gruftreihe, historische Grabanlagen, vierreihige Lindenallee | BW                               |
| 40581 Wikidata | Barlachplatz 7 (53° 41′ 55″ N, 10° 46′ 26″ O)                                                                                              | Kirche St. Petri (Stadtkirche) mit Ausstattung | Aktualisierung vorgesehen - Begründung: geschichtlich, künstlerisch, städtebaulich, Kulturlandschaft prägend - Schutzumfang: Kirche St. Petri (Stadtkirche) mit Ausstattung, Kirchhof | weitere Fotos \| Fotos hochladen |
| 37186 Wikidata | Domhof 3-9 (53° 42′ 7″ N, 10° 46′ 31″ O)                                                                                                   | A.-Paul-Weber-Haus                             | A.-Paul-Weber-Haus; Mitte 17. Jh.; Ensemble bestehend aus einem Mitte des 17. Jahrhunderts errichteten Wohnhaus, dem heutigen A.-Paul-Weber-Haus, und der umgebenden Gartenfläche - Begründung: geschichtlich, städtebaulich - Schutzumfang: A.-Paul-Weber-Haus, Garten | BW                               |
| 46567 Wikidata | Domhof 11-12, 11-13, 12, 13 (53° 42′ 9″ N, 10° 46′ 30″ O)                                                                                  | Domprobstei Ratzeburg                          | Domprobstei; 1764–66; erbaut als Residenz der Herzöge von Mecklenburg-Strelitz, barocke Anlage bestehend aus Herrenhaus, zwei Nebengebäuden, Ehrenhof mit Einfriedung sowie zwei Linden - Begründung: geschichtlich, städtebaulich - Schutzumfang: Herrenhaus (Domhof 11-12), nördliches Nebengebäude (Domhof 13), südliches Nebengebäude (Domhof 12); Einfriedung, Ehrenhof, zwei Linden (Domhof 11-13)                                                                                       | weitere Fotos \| Fotos hochladen |
| 36823          | Dorotheenhof 1 (53° 40′ 40″ N, 10° 48′ 9″ O)                                                                                               | Dorotheenhof                                   | Dorotheenhof; ab 1902, Maurermeister Herrmann Rautenberg; historische Gutsanlage bestehend aus dem Haupthaus, zwei Scheunen, einem Pferdestall und einer zum Haupthaus führenden Lindenallee - Begründung: geschichtlich, Kulturlandschaft prägend - Schutzumfang: Haupthaus, Scheune, Scheune, Pferdestall, Allee zum Haupthaus | BW                               |
| 35293          | Mechower Straße 79 (53° 42′ 3″ N, 10° 47′ 19″ O)                                                                                           | ehem. Gärtnerei Georg Picker                   | ehem. Gärtnerei Georg Picker; 1920–22, Architektengemeinschaft Carl Arp und Fritz Basedow; hofartige dreigliedrige Anlage mit Wohnhaus, Stall- und Wirtschaftsgebäude, Blumen- und Obstgarten - Begründung: geschichtlich, städtebaulich, Kulturlandschaft prägend - Schutzumfang: Wohnhaus Gärtnerei Picker, Stallgebäude, Wirtschaftsgebäude, Blumengarten, Obstgarten | BW                               |
| 30045          | Neuvorwerk 1, 3, 5, Neuvorwerk (53° 41′ 45″ N, 10° 44′ 25″ O)                                                                              | Domäne Neuvorwerk                              | Domäne Neuvorwerk; 19. Jh.; Anlage aus Pächterhaus, Meierei und Stallscheune sowie Zufahrtsallee, Park und Hofpflasterung, kulturlandschaftsprägend und silhouettenbildend für Ratzeburg - Begründung: geschichtlich, städtebaulich, Kulturlandschaft prägend - Schutzumfang: Pächterwohnhaus, Park des Pächterhauses mit zwei ehem. Fischteichen(Neuvorwerk 1); Alte Meierei (Neuvorwerk 3); ehem. Stallgebäude mit Hofpflasterung (Neuvorwerk 5); einreihige Zufahrtsallee mit Weißdornhecke | BW                               |
| 36828          | Seedorfer Straße 7, Seedorfer Straße (53° 41′ 25″ N, 10° 47′ 20″ O)                                                                        | Friedhof Seedorfer Straße                      | Friedhof Seedorfer Straße; 1860; bestehend aus dem Friedhofsgelände, der Friedhofskapelle, der Grabstätte Familie Barlach, dem Mausoleum „Memento Mori“ und dem Mausoleum Spehr - Begründung: geschichtlich, künstlerisch, städtebaulich - Schutzumfang: Friedhof Seedorfer Straße, Grabstätte Familie Barlach, Mausoleum „Memento Mori“, Mausoleum Spehr (Seedorfer Straße); Friedhofskapelle (Seedorfer Straße 7)                                                                            | BW                               |
| 36773          | Seekenkamp 2, 10, 14, Bergstraße 45 (Koordinate für Nr. 10 verwendet, Nr. 2 & 45 westlich, Nr. 14 nördlich) (53° 41′ 42″ N, 10° 45′ 26″ O) | Wohnbebauung Seekenkamp                        | Wohnbebauung Seekenkamp, 1928–30, Architekturbüro Carl Arp und Fritz Basedow; Ensemble von Einfamilienhäusern, qualitätvolle Gestaltung mit Anleihen an Expressionismus und Heimatschutzstil - Begründung: geschichtlich, städtebaulich - Schutzumfang: Wohnhäuser Seekenkamp 2, 10, 14 mit Garage, Bergstraße 45 | BW                               |
| 40583 Wikidata | Wedenberg (53° 41′ 56″ N, 10° 45′ 31″ O)                                                                                                   | Kirche St. Georg auf dem Berge                 | Aktualisierung vorgesehen - Begründung: geschichtlich, künstlerisch, städtebaulich, Kulturlandschaft prägend - Schutzumfang: Kirche St. Georg auf dem Berge mit Ausstattung, Kirchhof (Alter Friedhof), Granit-Böschungsmauern, Pflasterstraße und Stützmauern, Treppe am St. Georgsberg | weitere Fotos \| Fotos hochladen |
| 45494 Wikidata | Wedenberg 11, 12, 13, 15 (Koordinate gemittelt) (53° 41′ 57″ N, 10° 45′ 26″ O)                                                             | Altes Landratsamt                              | Baugruppe Altes Landratsamt; 18./19. Jh., 1862; Baugruppe um das 1862 unter dänischer Herrschaft errichtete Amtsgebäude aus bestehenden und jüngeren Wohnhäusern und einem Wirtschaftsgebäude - Begründung: geschichtlich, künstlerisch, städtebaulich - Schutzumfang: Altes Landratsamt (Wedenberg 13), Wohnhäuser (Wedenberg 11, 12), Wirtschaftsgebäude (Wedenberg 15) | Fotos hochladen                  |

## Mehrheit von baulichen Anlagen
| Objekt-ID | Lage | Offizielle Bezeichnung                         | Beschreibung | Bild |
| --------- | --- | ---------------------------------------------- | --- | --- |
| 51196     | Schmiedestraße 1, 2, 6, 8, Gr.Kreuzstraße 20, Kl.Kreuzstraße 13, 15, Schmiedestraße (Koordinate für Nr. 1 ungefähr gemittelt) (53° 42′ 3″ N, 10° 46′ 22″ O) | Wohnhäuser Schmiedestraße / Kleine Kreuzstraße | Wohnhäuser Schmiedestraße/Kl.Kreuzstraße; 18. Jh.; kleinteilige Wohnbebauung mit eingeschossigen Fachwerkhäusern aus dem 18. Jahrhundert - Begründung: geschichtlich, städtebaulich - Schutzumfang: Wohnhäuser (Schmiedestraße 1, 2, 6, 8; Kl.Kreuzstraße 13); Wohnhaus mit Nebengebäude (Kl.Kreuzstraße 15); Nebengebäude (Gr.Kreuzstraße 20); Pflasterung (Schmiedestraße) | [[Vorlage:Bilderwunsch/code!/O:Wohnhäuser Schmiedestraße / Kleine Kreuzstraße!/C:53.70086,10.77289!/D:Schmiedestraße 1, 2, 6, 8, Gr.Kreuzstraße 20, Kl.Kreuzstraße 13, 15, Schmiedestraße (Koordinate für Nr. 1 ungefähr gemittelt), Wohnhäuser Schmiedestraße / Kleine Kreuzstraße!/\|BW]] |
| 37193     | Schulstraße 7, 9, 11, 13 (Koordinate gemittelt) (53° 41′ 51″ N, 10° 46′ 20″ O)                                                                              | Wohnhäuser Schulstraße 7-13                    | Wohnhäuser Schulstraße 7-13; 1842-1852; kleinteilige Bebauung mit eingeschossigen, traufständigen Fachwerkwohnhäusern aus der Mitte des 19. Jahrhunderts - Begründung: geschichtlich, städtebaulich - Schutzumfang: Wohnhäuser Schulstraße 7, 9, 11, 13 | BW |
| 37195     | Töpferstraße 12, 14, 16-18 (Koordinate gemittelt bei Nr. 14) (53° 41′ 59″ N, 10° 46′ 16″ O)                                                                 | Baugruppe Töpferstraße 12-18                   | Wohn- und Geschäftshäuser Töpferstraße 12-18; Mitte 18. Jh.; in sich geschlossene Bebauung mit zweigeschossigen, traufständigen Wohn- und Geschäftshäusern aus der Mitte des 18. Jahrhunderts - Begründung: geschichtlich, städtebaulich - Schutzumfang: Wohn- und Geschäftshäuser Töpferstraße 12, 14, 16-18                                                                | Fotos hochladen |

## Bauliche Anlagen
| Objekt-ID      | Lage                                                        | Offizielle Bezeichnung                          | Beschreibung | Bild                             |
| -------------- | ----------------------------------------------------------- | ----------------------------------------------- | --- | -------------------------------- |
| 3593 Wikidata  | Am Markt 1 (53° 41′ 59″ N, 10° 46′ 27″ O)                   | ehem. Rathaus                                   | Alteintragung (Aktualisierung vorgesehen) - Begründung: Alteintragung (Aktualisierung vorgesehen) - Schutzumfang: Alteintragung (Aktualisierung vorgesehen) - Denkmaltyp: Bauliche Anlage | weitere Fotos \| Fotos hochladen |
| 34858          | Am Markt 4-5 (53° 41′ 57″ N, 10° 46′ 28″ O)                 | Bronzeplastik „Der Taschenmann“                 | Bronzeplastik „Taschenmann“; 1957, Bildhauer Karlheinz Goedtke; lebensgroße Bronzeplastik vor dem Haupteingang der Kreissparkasse am historischen Marktplatz von Ratzeburg - Begründung: geschichtlich, künstlerisch, städtebaulich - Schutzumfang: gesamtes Objekt - Denkmaltyp: Bauliche Anlage | weitere Fotos \| Fotos hochladen |
| 3566 Wikidata  | Am Markt 9 (53° 41′ 57″ N, 10° 46′ 25″ O)                   | Alte Wache (ehem. Hauptwache)                   | Alteintragung (Aktualisierung vorgesehen) - Begründung: Alteintragung (Aktualisierung vorgesehen) - Schutzumfang: Alteintragung (Aktualisierung vorgesehen) | Fotos hochladen                  |
| 3567 Wikidata  | Am Markt 10 (53° 41′ 58″ N, 10° 46′ 25″ O)                  | Kreishaus                                       | Alteintragung (Aktualisierung vorgesehen) - Begründung: Alteintragung (Aktualisierung vorgesehen) - Schutzumfang: Alteintragung (Aktualisierung vorgesehen) | Fotos hochladen                  |
| 12366 Wikidata | Am Mühlengrabe/Kleinbahndamm (53° 41′ 28″ N, 10° 46′ 46″ O) | Fußgängerbrücke „Kamelbrücke“                   | Die im Jahr 1908 in Betrieb genommene Eisenbeton-Konstruktion diente als Fußgängerbrücke über die 1934 stillgelegte Trasse der Ratzeburger Kleinbahn und wird aufgrund ihrer Form „Kamelbrücke“ genannt. Alteintragung (Aktualisierung vorgesehen) - Begründung: geschichtlich, wissenschaftlich - Schutzumfang: gesamtes Objekt - Denkmaltyp: Bauliche Anlage | Fotos hochladen                  |
| 26688          | Am Rensemoor 28 (53° 42′ 10″ N, 10° 45′ 2″ O)               | Wohnhaus Wolff                                  | Wohnhaus Wolff; 1921–23; Kreisbaumeister Joh. Wolff; Eingeschossiger Lehmbau unter ausgebautem Satteldach; Im Inneren Kappendecken aus Lehmsteinen sowie bauzeitliche Ausstattung - Begründung: geschichtlich, wissenschaftlich, städtebaulich - Schutzumfang: Wohnhaus Wolff - Denkmaltyp: Bauliche Anlage | BW                               |
| 10098 Wikidata | Gruftreihe (53° 41′ 44″ N, 10° 47′ 4″ O)                    | Gruftreihe                                      | Gruftreihe; ab 1825; aneinandergereihte Einzelgrüfte mit klassizistischen Portalen aus Granitquadern bzw. verputztem Ziegelmauerwerk an der nördlichen Umfassungsmauer des Friedhofs am Steindamm - Begründung: geschichtlich, wissenschaftlich, künstlerisch - Schutzumfang: gesamtes Objekt - Denkmaltyp: Bauliche Anlage, Sachgesamtheit: Friedhöfe Am Steindamm | Fotos hochladen                  |
| 6326 Wikidata  | Am Wall (53° 42′ 1″ N, 10° 46′ 34″ O)                       | Kasematten                                      | Alteintragung (Aktualisierung vorgesehen) - Begründung: Alteintragung (Aktualisierung vorgesehen) - Schutzumfang: Alteintragung (Aktualisierung vorgesehen) - Denkmaltyp: Bauliche Anlage | BW                               |
| 3596 Wikidata  | An der Brauerei 1 (53° 41′ 48″ N, 10° 46′ 28″ O)            | „Burgtheater“: ehem. Wohnhaus/Brauerei          | Alteintragung (Aktualisierung vorgesehen) - Begründung: Alteintragung (Aktualisierung vorgesehen) - Schutzumfang: Alteintragung (Aktualisierung vorgesehen) | Fotos hochladen                  |
| 10182 Wikidata | An der Brauerei 1 (53° 41′ 48″ N, 10° 46′ 30″ O)            | „Burgtheater“: Kasematten                       | Alteintragung (Aktualisierung vorgesehen) - Begründung: Alteintragung (Aktualisierung vorgesehen) - Schutzumfang: Alteintragung (Aktualisierung vorgesehen) | BW                               |
| 3115 Wikidata  | Bahnhof 1 (53° 41′ 54″ N, 10° 44′ 27″ O)                    | Bahnhofsgebäude                                 | Alteintragung (Aktualisierung vorgesehen) - Begründung: Alteintragung (Aktualisierung vorgesehen) - Schutzumfang: Alteintragung (Aktualisierung vorgesehen) | weitere Fotos \| Fotos hochladen |
| 22855 Wikidata | Bahnhofsallee 20 (53° 41′ 57″ N, 10° 44′ 55″ O)             | Finanzamt Ratzeburg                             | Finanzamt; 1938–39; zweigeschossiger, breit gelagerter Backsteinbau mit zwei Querflügeln, sachliche zeittypische Formen und akzentuierte kunstkeramische Bauzier - Begründung: geschichtlich, städtebaulich - Schutzumfang: gesamtes Objekt - Denkmaltyp: Bauliche Anlage | Fotos hochladen                  |
| 3568 Wikidata  | Barlachplatz 3 (53° 41′ 55″ N, 10° 46′ 24″ O)               | Museum Barlachhaus                              | Ernst Barlach verbrachte einen Teil seiner Kindheit in dem Haus. Das Haus wurde um 1840 im Stil des ländlichen Klassizismus erbaut. Alteintragung (Aktualisierung vorgesehen) - Begründung: Alteintragung (Aktualisierung vorgesehen) - Schutzumfang: Alteintragung (Aktualisierung vorgesehen) - Denkmaltyp: Bauliche Anlage | Fotos hochladen                  |
| 3592           | Barlachplatz 7 (53° 41′ 55″ N, 10° 46′ 26″ O)               | Kirche St. Petri (Stadtkirche) mit Ausstattung  | Alteintragung (Aktualisierung vorgesehen) - Begründung: geschichtlich, künstlerisch, städtebaulich - Schutzumfang: gesamtes Objekt - Denkmaltyp: Bauliche Anlage, Sachgesamtheit: Stadtkirche Ratzeburg | Fotos hochladen                  |
| 3569 Wikidata  | Barlachplatz 10 (53° 41′ 53″ N, 10° 46′ 26″ O)              | Altersheim                                      | Alteintragung (Aktualisierung vorgesehen) - Begründung: Alteintragung (Aktualisierung vorgesehen) - Schutzumfang: Alteintragung (Aktualisierung vorgesehen) - Denkmaltyp: Bauliche Anlage | Fotos hochladen                  |
| 36693 Wikidata | Barlachstraße 2 (53° 41′ 58″ N, 10° 46′ 25″ O)              | Kreishaus                                       | Kreishaus; 1977–80, Architekt Schüler/Schleiff; 1981, Karlheinz Goedtke; Verwaltungsbau auf E-förmigem Grundriss um drei offene Höfe angelegt, integrierte Ladenzeile, StahlbetonSkelettkonstruktion mit roter Klinkerverkleidung, vertikale und horizontale Gliederung und Staffelung der Baumasse mit Rücksicht auf das kleinteilige städtische Umfeld, reiche Klinkerzierverbände, im Innern großzügiges Treppenfoyer, Sitzungssaal und Cafeteria. Außenbereich mit Pflanzungen, Brunnen und Stufenanlagen gestaltet. Im Hof Bronzeplastik „Der Kranich“ von Karlheinz Goedtke von 1981 - Begründung: geschichtlich, künstlerisch, städtebaulich - Schutzumfang: Kreishaus, Freiflächen, Freiplastik „Der Kranich“ - Denkmaltyp: Bauliche Anlag | Fotos hochladen                  |
| 36527 Wikidata | Barlachstraße 4 (53° 41′ 52″ N, 10° 46′ 21″ O)              | Kreisgesundheitsamt                             | Kreisgesundheitsamt; 1962–64, Kreisbauamt Herzogtum Lauenburg; flach gedeckter Bau auf etwa quadratischem Grundriss mit Innenhof, zweigeschossiger Hauptflügel mit sichtbarem Stahlbetonskelett, eingeschossiger U-förmiger Bauteil mit dunkler Holzschalung, bauzeitliches Zubehör; begrünter Innenhof mit rechteckigem Brunnen und Bronzeplastik „Sich waschender Junge“ von K. Goedtke - Begründung: geschichtlich, künstlerisch, städtebaulich - Schutzumfang: Kreisgesundheitsamt, Brunnen mit Bronzeplastik: Sich waschender Knabe - Denkmaltyp: Bauliche Anlage | Fotos hochladen                  |
| 23281          | Barlachstraße 5 (53° 41′ 54″ N, 10° 46′ 24″ O)              | ehem. Präparandeum                              | ehem. Präparandeum; 1907–08; zweigeschossiger, kubischer Baukörper unter Walmdach, backsteinsichtige Fassaden in der Formensprache des Historismus - Begründung: geschichtlich, städtebaulich - Schutzumfang: gesamtes Objekt - Denkmaltyp: Bauliche Anlage | Fotos hochladen                  |
| 36737          | Bergstraße 66 (53° 41′ 37″ N, 10° 45′ 14″ O)                | Wohnhaus                                        | Wohnhaus; Ende 19. Jh.; eingeschossiger, traufständiger Mauerwerksbau mit Drempelgeschoss unter Satteldach, backsteinsichtige Fassaden mit detailreichem Bauchmuck in zeittypischer Formensprache - Begründung: geschichtlich, städtebaulich - Schutzumfang: Wohnhaus, - Denkmaltyp: Bauliche Anlage | BW                               |
| 3570 Wikidata  | Böterstraße 11 (53° 42′ 4″ N, 10° 46′ 21″ O)                | Wohnhaus                                        | Alteintragung (Aktualisierung vorgesehen) - Begründung: Alteintragung (Aktualisierung vorgesehen) - Schutzumfang: Alteintragung (Aktualisierung vorgesehen) - Denkmaltyp: Bauliche Anlage | Fotos hochladen                  |
| 11937 Wikidata | Dermin 27 (53° 41′ 32″ N, 10° 47′ 4″ O)                     | Gutshaus Dermin                                 | Alteintragung (Aktualisierung vorgesehen) - Begründung: Alteintragung (Aktualisierung vorgesehen) - Schutzumfang: Alteintragung (Aktualisierung vorgesehen) - Denkmaltyp: Bauliche Anlage | BW                               |
| 3575 Wikidata  | Domhof 3-9 (53° 42′ 6″ N, 10° 46′ 31″ O)                    | A.-Paul-Weber-Haus                              | A. Paul Weber-Haus; Mitte 17. Jh.; zweigeschossiger, traufständiger Fachwerkbau mit nachträglich aufgemauerter, klassizistischer Straßenfassade, unter hohem Walmdach mit Fledermausgauben - Begründung: geschichtlich, städtebaulich - Schutzumfang: gesamtes Objekt - Denkmaltyp: Bauliche Anlage, Sachgesamtheit: A.-Paul-Weber-Haus | Fotos hochladen                  |
| 36513          | Domhof 6-8 (53° 42′ 7″ N, 10° 46′ 29″ O)                    | Wohnhaus                                        | Wohnhaus; Ende 19. Jh.; zweigeschossiges, traufständiges Eckgebäude unter Satteldach, backsteinsichtige Fassaden mit historistischer Putzgliederung, turmartige Gebäudeecke mit Balkon - Begründung: geschichtlich, städtebaulich - Schutzumfang: gesamtes Objekt - Denkmaltyp: Bauliche Anlage | BW                               |
| 8662           | Domhof 10 (53° 42′ 7″ N, 10° 46′ 28″ O)                     | Wohnhaus                                        | Wohnhaus; Ende 19. Jh.; zweigeschossiger, traufständiger Mauerwerksbau unter Satteldach mit Mittelrisalit, backsteinsichtige Fassaden mit aufwändiger historistischer Putzgliederung - Begründung: geschichtlich, städtebaulich - Schutzumfang: gesamtes Objekt - Denkmaltyp: Bauliche Anlage | BW                               |
| 3576 Wikidata  | Domhof 11/12 (53° 42′ 9″ N, 10° 46′ 32″ O)                  | Herrenhaus                                      | Herrenhaus; 1764–66; erbaut als Residenzschloss der Herzöge von Mecklenburg-Strelitz, zweigeschossiger Backsteinbau unter hohem Walmdach, an den Langseiten je ein dreiachsiger Mittelrisalit - Begründung: geschichtlich, städtebaulich - Schutzumfang: gesamtes Objekt - Denkmaltyp: Bauliche Anlage, Sachgesamtheit: Domprobstei Ratzeburg | weitere Fotos \| Fotos hochladen |
| 11361 Wikidata | Domhof 12 (53° 42′ 8″ N, 10° 46′ 30″ O)                     | südliches Nebengebäude                          | südliches Nebengebäude; 1764–66; eingeschossiger, backsteinsichtiger Mauerwerksbau unter Walmdach, durch Flügelmauer mit dem Herrenhaus verbunden - Begründung: geschichtlich, städtebaulich - Schutzumfang: gesamtes Objekt - Denkmaltyp: Bauliche Anlage, Sachgesamtheit: Domprobstei Ratzeburg | weitere Fotos \| Fotos hochladen |
| 11360 Wikidata | Domhof 13 (53° 42′ 10″ N, 10° 46′ 30″ O)                    | nördliches Nebengebäude                         | nördliches Nebengebäude; 1764–66; eingeschossiger, backsteinsichtiger Mauerwerksbau unter Walmdach, durch Flügelmauer mit dem Herrenhaus verbunden - Begründung: geschichtlich, städtebaulich - Schutzumfang: gesamtes Objekt - Denkmaltyp: Bauliche Anlage, Sachgesamtheit: Domprobstei Ratzeburg | weitere Fotos \| Fotos hochladen |
| 3577 Wikidata  | Domhof 14 (53° 42′ 10″ N, 10° 46′ 31″ O)                    | Alte Kaplanei (Organistenhaus)                  | Alteintragung (Aktualisierung vorgesehen) - Begründung: geschichtlich, städtebaulich - Schutzumfang: gesamtes Äußeres, ehem. Stallgebäude - Denkmaltyp: Bauliche Anlage | Fotos hochladen                  |
| 3578 Wikidata  | Domhof 15 (53° 42′ 12″ N, 10° 46′ 32″ O)                    | ehem. Hospital (Wohnhaus)                       | Alteintragung (Aktualisierung vorgesehen) - Begründung: geschichtlich, städtebaulich - Schutzumfang: gesamtes Äußeres - Denkmaltyp: Bauliche Anlage | Fotos hochladen                  |
| 29330          | Domhof 17 (53° 42′ 15″ N, 10° 46′ 32″ O)                    | Wohnhaus Höfer                                  | Wohnhaus Höfer; 1934, Architekt Fritz Basedow; eingeschossiger, backsteinsichtiger Mauerwerksbau unter Mansardwalmdach; mit weitläufigem Hausgarten nach Entwurf des Gartenarchitekten Harry Maasz - Begründung: geschichtlich, städtebaulich - Schutzumfang: Wohnhaus Höfer, Hausgarten - Denkmaltyp: Bauliche Anlage | BW                               |
| 2009 Wikidata  | Domhof 18 (53° 42′ 14″ N, 10° 46′ 30″ O)                    | Ratzeburger Dom mit Ausstattung                 | Der Dom wurde ab 1160 erbaut, er befindet sich auf dem höchsten Punkt der Nordspitze der Altstadtinsel. Alteintragung (Aktualisierung vorgesehen) geschichtlich, künstlerisch, städtebaulich - Schutzumfang: Ratzeburger Dom mit Ausstattung, Domkloster - Denkmaltyp: Bauliche Anlage | weitere Fotos \| Fotos hochladen |
| 2669 Wikidata  | Domhof 24 (53° 42′ 17″ N, 10° 46′ 29″ O)                    | Wohnhaus                                        | Alteintragung (Aktualisierung vorgesehen) - Begründung: Alteintragung (Aktualisierung vorgesehen) - Schutzumfang: Alteintragung (Aktualisierung vorgesehen) - Denkmaltyp: Bauliche Anlage | Fotos hochladen                  |
| 3579 Wikidata  | Domhof 27 (53° 42′ 16″ N, 10° 46′ 25″ O)                    | Wohnhaus                                        | Alteintragung (Aktualisierung vorgesehen) - Begründung: geschichtlich, künstlerisch, städtebaulich - Schutzumfang: gesamtes Äußeres - Denkmaltyp: Bauliche Anlage | Fotos hochladen                  |
| 3580 Wikidata  | Domhof 28 (53° 42′ 15″ N, 10° 46′ 25″ O)                    | Alte Propstei                                   | Alte Probstei; 1694–95; zweigeschossiges Fachwerktraufenhaus mit Walmdach - Begründung: geschichtlich, wissenschaftlich, städtebaulich - Schutzumfang: gesamtes Objekt - Denkmaltyp: Bauliche Anlage | Fotos hochladen                  |
| 3581 Wikidata  | Domhof 30 (53° 42′ 14″ N, 10° 46′ 27″ O)                    | Wohnhaus (Steintor)                             | Alteintragung (Aktualisierung vorgesehen) - Begründung: Alteintragung (Aktualisierung vorgesehen) - Schutzumfang: Alteintragung (Aktualisierung vorgesehen) - Denkmaltyp: Bauliche Anlage | Fotos hochladen                  |
| 3582 Wikidata  | Domhof 31 (53° 42′ 14″ N, 10° 46′ 27″ O)                    | Wohnhaus (ehem. Bischofsherberge)               | Alteintragung (Aktualisierung vorgesehen) - Begründung: Alteintragung (Aktualisierung vorgesehen) - Schutzumfang: Alteintragung (Aktualisierung vorgesehen) - Denkmaltyp: Bauliche Anlage | Fotos hochladen                  |
| 3583 Wikidata  | Domhof 32 (53° 42′ 13″ N, 10° 46′ 27″ O)                    | Wohnhaus                                        | Alteintragung (Aktualisierung vorgesehen) - Begründung: geschichtlich, städtebaulich - Schutzumfang: gesamtes Äußeres - Denkmaltyp: Bauliche Anlage | Fotos hochladen                  |
| 3584 Wikidata  | Domhof 33 (53° 42′ 12″ N, 10° 46′ 24″ O)                    | Wohnhaus                                        | Alteintragung (Aktualisierung vorgesehen) - Begründung: geschichtlich, städtebaulich - Schutzumfang: gesamtes Äußeres - Denkmaltyp: Bauliche Anlage | Fotos hochladen                  |
| 36516 Wikidata | Domhof 34 (53° 42′ 11″ N, 10° 46′ 25″ O)                    | Wohnhaus                                        | Wohnhaus; Anfang 20. Jh.; zweigeschossiger Putzbau mit Backsteinsockel und schiefergedecktem Kurzwalmdach, Mittelrisalit mit Standerker und Zwerchhaus mit hölzernem Balkon und steilem Halbwalmdach, akzentuierte Backsteingliederung durch Geschossfriese und Fenstereinfassungen - Begründung: geschichtlich, städtebaulich - Schutzumfang: gesamtes Objekt - Denkmaltyp: Bauliche Anlage | Fotos hochladen                  |
| 3585 Wikidata  | Domhof 40 (53° 42′ 6″ N, 10° 46′ 26″ O)                     | ehem. Direktorenhaus (Domschule)                | ehem. Direktorenhaus (Domschule), ehem. Stallgebäude; Alteintragung (Aktualisierung vorgesehen) - Begründung: geschichtlich, städtebaulich - Schutzumfang: ehem. Direktorenhaus (Domschule), ehem. Stallgebäude - Denkmaltyp: Bauliche Anlage | Fotos hochladen                  |
| 3586 Wikidata  | Domhof 41 (53° 42′ 5″ N, 10° 46′ 23″ O)                     | sog. Domkaserne („Haus Mecklenburg“)            | Alteintragung (Aktualisierung vorgesehen) - Begründung: geschichtlich, städtebaulich - Schutzumfang: gesamtes Äußeres, - Denkmaltyp: Bauliche Anlage | Fotos hochladen                  |
| 3587 Wikidata  | Domhof 42 (53° 42′ 5″ N, 10° 46′ 25″ O)                     | ehem. Pfarrwitwenhaus                           | Alteintragung (Aktualisierung vorgesehen) - Begründung: Alteintragung (Aktualisierung vorgesehen) - Schutzumfang: Alteintragung (Aktualisierung vorgesehen) - Denkmaltyp: Bauliche Anlage | Fotos hochladen                  |
| 6333 Wikidata  | Domhof 44 (53° 42′ 5″ N, 10° 46′ 24″ O)                     | Wohnhaus                                        | Alteintragung (Aktualisierung vorgesehen) - Begründung: Alteintragung (Aktualisierung vorgesehen) - Schutzumfang: Alteintragung (Aktualisierung vorgesehen) - Denkmaltyp: Bauliche Anlage | Fotos hochladen                  |
| 6305 Wikidata  | Domhof 46 (53° 42′ 5″ N, 10° 46′ 24″ O)                     | Wohnhaus                                        | Alteintragung (Aktualisierung vorgesehen) - Begründung: Alteintragung (Aktualisierung vorgesehen) - Schutzumfang: Alteintragung (Aktualisierung vorgesehen) - Denkmaltyp: Bauliche Anlage | Fotos hochladen                  |
| 6410 Wikidata  | Domhof 48 (53° 42′ 4″ N, 10° 46′ 23″ O)                     | Haus „Am Heinrichstein“                         | Alteintragung (Aktualisierung vorgesehen) - Begründung: Alteintragung (Aktualisierung vorgesehen) - Schutzumfang: Alteintragung (Aktualisierung vorgesehen) - Denkmaltyp: Bauliche Anlage | Fotos hochladen                  |
| 6334 Wikidata  | Domstraße 12 (53° 42′ 1″ N, 10° 46′ 30″ O)                  | Wohn- und Geschäftshaus                         | Alteintragung (Aktualisierung vorgesehen) - Begründung: geschichtlich, städtebaulich - Schutzumfang: gesamtes Objekt - Denkmaltyp: Bauliche Anlage | Fotos hochladen                  |
| 26635          | Domstraße 24 (53° 42′ 18″ N, 10° 46′ 29″ O)                 | Wohnhaus                                        | Wohnhaus; erste Hälfte 19. Jh.; zweigeschossiger, giebelständiger Mauerwerksbau mit ausgebautem Satteldach, Straßenfassade mit gemauerten Gliederungselementen in zeittypischer Formensprache - Begründung: geschichtlich, städtebaulich - Schutzumfang: gesamtes Objekt - Denkmaltyp: Bauliche Anlage | BW                               |
| 23291 Wikidata | Domstraße 27 (53° 42′ 4″ N, 10° 46′ 29″ O)                  | Wohn- und Geschäftshaus                         | Wohn- und Geschäftshaus; 19. Jh.; zweigeschossiger Fachwerkbau mit Putzfassade, traufständig, Satteldach mit breiter Mittelzwerchhaus - Begründung: geschichtlich, städtebaulich - Schutzumfang: gesamtes Objekt - Denkmaltyp: Bauliche Anlage | Fotos hochladen                  |
| 36833          | Dorotheenhof 1 (53° 40′ 41″ N, 10° 48′ 10″ O)               | Haupthaus                                       | Haupthaus; 1902/03; eingeschossiger, traufständiger Mauerwerksbau unter Schopfwalmdach, verputzte Fassaden mit detailreichem Bauschmuck in zeittypischer Formensprache - Begründung: geschichtlich, Kulturlandschaft prägend - Schutzumfang: gesamtes Objekt - Denkmaltyp: Bauliche Anlage, Sachgesamtheit: Dorotheenhof | BW                               |
| 3589 Wikidata  | Fünfhausen 1 (53° 41′ 50″ N, 10° 46′ 29″ O)                 | Amtsverwaltung                                  | Alteintragung (Aktualisierung vorgesehen) - Begründung: geschichtlich, städtebaulich - Schutzumfang: gesamtes Äußeres - Denkmaltyp: Bauliche Anlage | Fotos hochladen                  |
| 6329 Wikidata  | Große Kreuzstraße 9 (53° 42′ 2″ N, 10° 46′ 24″ O)           | Wohnhaus                                        | Alteintragung (Aktualisierung vorgesehen) - Begründung: Alteintragung (Aktualisierung vorgesehen) - Schutzumfang: Alteintragung (Aktualisierung vorgesehen) - Denkmaltyp: Bauliche Anlage | Fotos hochladen                  |
| 10881 Wikidata | Große Kreuzstraße 9 (53° 42′ 1″ N, 10° 46′ 24″ O)           | Nebengebäude                                    | Alteintragung (Aktualisierung vorgesehen) - Begründung: Alteintragung (Aktualisierung vorgesehen) - Schutzumfang: Alteintragung (Aktualisierung vorgesehen) - Denkmaltyp: Bauliche Anlage | Fotos hochladen                  |
| 28612          | Große Kreuzstraße 10 (53° 42′ 2″ N, 10° 46′ 28″ O)          | ehem. Hotel „Fürst Bismarck“                    | ehem. Hotel „Fürst Bismarck“; im Kern 1686; zweigeschossiger Fachwerkbau mit nachträglich aufgemauerter, zum Teil verputzter Giebelfassade in historistischen bzw. spätklassizistischen Formen - Begründung: geschichtlich, städtebaulich - Schutzumfang: gesamtes Objekt - Denkmaltyp: Bauliche Anlage | BW                               |
| 6319 Wikidata  | Große Wallstraße 2 (53° 41′ 56″ N, 10° 46′ 31″ O)           | Geschäftshaus                                   | Alteintragung (Aktualisierung vorgesehen) - Begründung: geschichtlich, städtebaulich - Schutzumfang: gesamtes Objekt - Denkmaltyp: Bauliche Anlage | Fotos hochladen                  |
| 36692          | Große Wallstraße 5 (53° 42′ 1″ N, 10° 46′ 27″ O)            | Wohn- und Geschäftshaus                         | : Wohn- und Geschäftshaus; um 1900; dreigeschossiger, traufständiger Mauerwerksbau unter Satteldach, die Straßenfassade im Erdgeschoss vermutlich in der ersten Hälfte des 20. Jh. umgestaltet - Begründung: geschichtlich, städtebaulich - Schutzumfang: gesamtes Objekt - Denkmaltyp: Bauliche Anlage | BW                               |
| 23293          | Große Wallstraße 12 (53° 41′ 54″ N, 10° 46′ 31″ O)          | Wohn- und Geschäftshaus                         | Wohnhaus; vermutl. 18. Jh.; eingeschossiger, giebelständiger Fachwerkbau mit Mauerwerksausfachung unter Schopfwalmdach - Begründung: geschichtlich, städtebaulich - Schutzumfang: gesamtes Objekt - Denkmaltyp: Bauliche Anlage | BW                               |
| 36806          | Heinrich-Scheele-Straße 1 (53° 42′ 0″ N, 10° 47′ 25″ O)     | Freiplastik „Balance“                           | Freiplastik „Balance“; 1957, Bildhauer Karlheinz Goedtke; lebensgroße Steinguss-Plastik, situiert auf dem Gelände der Gemeinschaftsschule Lauenburgische Seen - Begründung: geschichtlich, künstlerisch, städtebaulich - Schutzumfang: gesamtes Objekt - Denkmaltyp: Bauliche Anlage | BW                               |
| 3590 Wikidata  | Herrenstraße 9 (53° 41′ 56″ N, 10° 46′ 19″ O)               | Katasteramt                                     | Alteintragung (Aktualisierung vorgesehen) - Begründung: Alteintragung (Aktualisierung vorgesehen) - Schutzumfang: Alteintragung (Aktualisierung vorgesehen) - Denkmaltyp: Bauliche Anlage | Fotos hochladen                  |
| 13562 Wikidata | Herrenstraße 11 (53° 41′ 56″ N, 10° 46′ 16″ O)              | Amtsgericht                                     | Amtsgericht; um 1900; zweigeschossiger Backsteinbau in neugotischen Formen auf winkelförmigem Grundriss mit Walmdächern, Eingangsfront mit Freitreppe und übergiebeltem Risalit, seitlich Treppenturm mit polygonaler Haube, Seitengiebel ehemals mit Staffelgiebel, heute vereinfacht, rückwärtige Backsteinmauer mit bekrönten Pfeilern - Begründung: geschichtlich, städtebaulich - Schutzumfang: Amtsgericht, Einfriedung - Denkmaltyp: Bauliche Anlage | weitere Fotos \| Fotos hochladen |
| 23294          | Herrenstraße 12 (53° 41′ 58″ N, 10° 46′ 19″ O)              | Postamt                                         | Postamt; 1911–13; zweigeschossiger, traufständiger Mauerwerksbau unter hohem Kurzwalmdach, repräsentative Fassadengestaltung im Stil des Historismus, prominente Ecklage - Begründung: geschichtlich, städtebaulich - Schutzumfang: gesamtes Objekt - Denkmaltyp: Bauliche Anlage | Fotos hochladen                  |
| 23295          | Herrenstraße 20-22 (53° 41′ 57″ N, 10° 46′ 15″ O)           | Wohn- und Geschäftshaus                         | Wohn- und Geschäftshaus; 1926–27; Doppelhaus bestehend aus zwei zweigeschossigen Gebäudeteilen und einem Zwischenbau, backsteinsichtige Fassaden mit expressionistischen Details - Begründung: geschichtlich, städtebaulich - Schutzumfang: gesamtes Objekt - Denkmaltyp: Bauliche Anlage | Fotos hochladen                  |
| 2632 Wikidata  | Hindenburghöhe 9 (53° 41′ 57″ N, 10° 47′ 9″ O)              | Wasserturm auf der Hindenburghöhe               | Alteintragung (Aktualisierung vorgesehen) - Begründung: geschichtlich, künstlerisch, städtebaulich - Schutzumfang: gesamtes Objekt - Denkmaltyp: Bauliche Anlage | weitere Fotos \| Fotos hochladen |
| 32163 Wikidata | Jägerdenkmal (53° 41′ 52″ N, 10° 46′ 59″ O)                 | Denkmal Lauenburgisches Jägerbataillon          | Denkmal Lauenburgisches Jägerbataillon; 1921; schlanke Sandsteinstele mit plastisch gearbeitetem Pferdekopf als Denkmal für die im 1. Weltkrieg Gefallenen des Lauenburgischen Jägerbataillons Nr. 9 - Begründung: geschichtlich, künstlerisch, städtebaulich - Schutzumfang: gesamtes Objekt - Denkmaltyp: Bauliche Anlage | Fotos hochladen                  |
| 6328 Wikidata  | Junkernstraße 5 (53° 42′ 1″ N, 10° 46′ 21″ O)               | Wohnhaus                                        | Alteintragung (Aktualisierung vorgesehen) - Begründung: Alteintragung (Aktualisierung vorgesehen) - Schutzumfang: Alteintragung (Aktualisierung vorgesehen) - Denkmaltyp: Bauliche Anlage | Fotos hochladen                  |
| 8157           | Junkernstraße 7 (53° 42′ 1″ N, 10° 46′ 22″ O)               | Wohnhaus                                        | Wohnhaus; um 1900; zweigeschossiger Mauerwerksbau unter Mansardgiebeldach mit bauzeitlichen Gauben und Zwerchhaus, Straßenfassade mit detailreicher, vom Jugendstil geprägter Putzornamentik - Begründung: geschichtlich, städtebaulich - Schutzumfang: gesamtes Objekt - Denkmaltyp: Bauliche Anlage | BW                               |
| 3588 Wikidata  | Kleine Kreuzstraße (53° 42′ 4″ N, 10° 46′ 23″ O)            | Graf-Heinrich-Stein                             | Alteintragung (Aktualisierung vorgesehen) - Begründung: Alteintragung (Aktualisierung vorgesehen) - Schutzumfang: Alteintragung (Aktualisierung vorgesehen) - Denkmaltyp: Bauliche Anlage | weitere Fotos \| Fotos hochladen |
| 23298          | Kleine Kreuzstraße 3 (53° 42′ 2″ N, 10° 46′ 26″ O)          | Wohnhaus                                        | Wohnhaus; 19. Jh.; zweigeschossiger, traufständiger Fachwerkbau mit Mauerwerksausfachung unter Satteldach, straßenseitig vorgeblendete Backsteinfassade - Begründung: geschichtlich, städtebaulich - Schutzumfang: gesamtes Objekt - Denkmaltyp: Bauliche Anlage | BW                               |
| 6330 Wikidata  | Kleine Kreuzstraße 13 (53° 42′ 4″ N, 10° 46′ 24″ O)         | Wohnhaus                                        | Wohnhaus; vermutlich 2. Hälfte 18. Jh.; zweigeschossiger, traufständiger Fachwerkbau unter Satteldach, straßenseitig gemauerte Erdgeschossfassade, ehem. Nebengebäude des Grundstücks Schmiedestraße 6-8 - Begründung: geschichtlich, städtebaulich - Schutzumfang: gesamtes Objekt - Denkmaltyp: Bauliche Anlage, Mehrheit von baulichen Anlagen: Wohnhäuser Schmiedestraße/Kl.Kreuzstraße | Fotos hochladen                  |
| 2039 Wikidata  | Kleine Kreuzstraße 15 (53° 42′ 4″ N, 10° 46′ 22″ O)         | Wohnhaus                                        | Wohnhaus; 1781; eingeschossiger, traufständiger Fachwerkbau mit Mauerwerksausfachung unter Satteldach, straßenseitig aufgemauerte Fassade mit Zwerchhaus; mit Nebengebäude - Begründung: geschichtlich, städtebaulich - Schutzumfang: Wohnhaus, Nebengebäude - Denkmaltyp: Bauliche Anlage, Mehrheit von baulichen Anlagen: Wohnhäuser Schmiedestraße/Kl.Kreuzstraße | Fotos hochladen                  |
| 28613 Wikidata | Klopstockweg 38 (53° 41′ 48″ N, 10° 45′ 12″ O)              | Wasserturm St. Georgsberg                       | Wasserturm; 1927; mehr als 12 m hoher, backsteinsichtiger Baukörper auf oktogonalem Grundriss, charakteristische konische Kubatur mit stufenartig zurückspringenden Geschossen - Begründung: geschichtlich, städtebaulich, technisch - Schutzumfang: gesamtes Objekt - Denkmaltyp: Bauliche Anlage | weitere Fotos \| Fotos hochladen |
| 23300          | Königsdamm 1 (53° 41′ 57″ N, 10° 46′ 40″ O)                 | Wohnhaus                                        | Wohnhaus; 1910; eingeschossiger, traufständiger Backsteinbau unter Mansarddach, straßenseitiges Zwerchhaus mit Schweifgiebel, exponierte Lage am westlichen Ende des Königsdamms; mit Nebengebäude - Begründung: geschichtlich, städtebaulich - Schutzumfang: Wohnhaus, Nebengebäude - Denkmaltyp: Bauliche Anlage | BW                               |
| 36518          | Langenbrücker Straße 4 (53° 41′ 57″ N, 10° 46′ 30″ O)       | Wohn- und Geschäftshaus                         | Wohn- und Geschäftshaus; Mitte 19. Jh.; zweigeschossiger Mauerwerksbau unter Satteldach mit Zwerchhaus, Straßenfassade Anfang 20. Jh. in der Formensprache des Jugendstils umgestaltet - Begründung: geschichtlich, städtebaulich - Schutzumfang: gesamtes Objekt - Denkmaltyp: Bauliche Anlage | BW                               |
| 6336 Wikidata  | Langenbrücker Straße 6 (53° 41′ 57″ N, 10° 46′ 33″ O)       | Geschäftshaus                                   | Alteintragung (Aktualisierung vorgesehen) - Begründung: geschichtlich, städtebaulich - Schutzumfang: gesamtes Objekt - Denkmaltyp: Bauliche Anlage | Fotos hochladen                  |
| 6310 Wikidata  | Langenbrücker Straße 17 (53° 41′ 57″ N, 10° 46′ 38″ O)      | Altes Brückenzollhaus, später „Brückenapotheke“ | Alteintragung (Aktualisierung vorgesehen) - Begründung: geschichtlich, städtebaulich - Schutzumfang: gesamtes Objekt - Denkmaltyp: Bauliche Anlage | Fotos hochladen                  |
| 22773          | Langenbrücker Straße 18-20 (53° 41′ 56″ N, 10° 46′ 37″ O)   | Wohnhaus                                        | Wohnhaus; Ende 19. Jh.; zweigeschossiger, traufständiger Backsteinbau unter Satteldach, Doppelhaus in exponierter Ecklage - Begründung: geschichtlich, städtebaulich - Schutzumfang: gesamtes Objekt - Denkmaltyp: Bauliche Anlage | BW                               |
| 4348           | Lübecker Straße 13 (53° 42′ 6″ N, 10° 45′ 8″ O)             | Wohnhaus                                        | Wohnhaus; 1822; eingeschossiger, traufständiger Fachwerkbau mit Mauerwerksausfachungen unter Satteldach, um 1900 Dachausbau zu Wohnzwecken mit breiter Schleppgaube an der Straßenfront - Begründung: geschichtlich, städtebaulich - Schutzumfang: gesamtes Objekt - Denkmaltyp: Bauliche Anlage | BW                               |
| 36743          | Lübecker Straße 19 (53° 42′ 8″ N, 10° 45′ 5″ O)             | Wohnhaus                                        | Wohnhaus; 1910 (inschriftlich); eingeschossiger, backsteinsichtiger Mauerwerksbau unter Mansarddach, Baudekor nimmt Bezug auf regionale Fachwerkarchitektur; mit Einfriedung - Begründung: geschichtlich, städtebaulich - Schutzumfang: Wohnhaus, Einfriedung - Denkmaltyp: Bauliche Anlage | BW                               |
| 2834           | Lübecker Straße 25 (53° 42′ 12″ N, 10° 45′ 1″ O)            | Wohnhaus                                        | Wohnhaus; 1911; eingeschossiger, backsteinsichtiger Mauerwerksbau unter Mansarddach, mit Anklängen an Reformstil und Heimatschutzarchitektur gestaltet - Begründung: geschichtlich, städtebaulich - Schutzumfang: gesamtes Objekt - Denkmaltyp: Bauliche Anlage | BW                               |
| 36747          | Lübecker Straße 35 (53° 42′ 16″ N, 10° 44′ 58″ O)           | Wohnhaus                                        | Wohnhaus; 1902 (inschriftlich); eingeschossiger, giebelständiger Putzbau unter Kurzwalmdach, repräsentative „Villa Waldfriede“ mit verglaster Veranda und großzügigem Balkon; mit Einfriedung - Begründung: geschichtlich, städtebaulich - Schutzumfang: Wohnhaus, Einfriedung - Denkmaltyp: Bauliche Anlage | BW                               |
| 30488          | Mechower Straße 79 (53° 42′ 3″ N, 10° 47′ 19″ O)            | Wohnhaus Gärtnerei Picker                       | Wohnhaus Gärtnerei Picker; 1920–22, Architektengemeinschaft Carl Arp und Fritz Basedow; eingeschossiger Backsteinbau, mit Anklängen an Reformstil und Heimatschutzarchitektur gestaltet - Begründung: geschichtlich, städtebaulich, Kulturlandschaft prägend - Schutzumfang: gesamtes Objekt - Denkmaltyp: Bauliche Anlage, Sachgesamtheit: ehem. Gärtnerei Georg Picker | BW                               |
| 36751          | Möllner Straße 11 (53° 41′ 53″ N, 10° 45′ 37″ O)            | Wohnhaus                                        | Wohnhaus, 1930er Jahre; eingeschossiger, kubischer Mauerwerksbau unter hohem Mansarddach mit Schopfwalm, einfach gegliedertes, dabei aber im Detail qualitätvoll gestaltetes Bauwerk - Begründung: geschichtlich, städtebaulich - Schutzumfang: gesamtes Objekt - Denkmaltyp: Bauliche Anlage | BW                               |
| 36754          | Möllner Straße 21 (53° 41′ 50″ N, 10° 45′ 33″ O)            | Villa Bertha                                    | Villa Bertha; um 1900; am Hang gelegener, historistischer Putzbau unter Satteldach, an der Nordseite anschließender Querflügel mit Erker und Balkon, im Giebel Freigespärre; mit Einfriedung - Begründung: geschichtlich, städtebaulich - Schutzumfang: Villa Bertha, Einfriedung - Denkmaltyp: Bauliche Anlage | BW                               |
| 22859 Wikidata | Möllner Straße 27 (53° 41′ 42″ N, 10° 45′ 17″ O)            | Wohnhaus                                        | Wohnhaus; um 1900; zweigeschossiger Putzbau in Hanglage, Mansarddach mit drei Gauben, seeseitig dreigeschossig, Fassade schlicht gebändert, an Nordseite zinnenbesetzter Turm, umlaufende Einfriedungsmauer und schmiedeeisernes Tor - Begründung: geschichtlich, städtebaulich - Schutzumfang: gesamtes Äußeres, Einfriedung - Denkmaltyp: Bauliche Anlage | Fotos hochladen                  |
| 23315          | Neuvorwerk 1 (53° 41′ 42″ N, 10° 44′ 25″ O)                 | Pächterwohnhaus                                 | Pächterwohnhaus; 1826; eingeschossiger Backsteinbau auf hohem Bruchsteinsockel mit pfannengedecktem Halbwalmdach, rückwärtig Zopfstilhaustür in Zweitverwendung von 1702 - Begründung: geschichtlich, Kulturlandschaft prägend - Schutzumfang: gesamtes Objekt - Denkmaltyp: Bauliche Anlage, Sachgesamtheit: Domäne Neuvorwerk | BW                               |
| 11288          | Oelmannsallee 9 (53° 41′ 27″ N, 10° 46′ 50″ O)              | Wohnhaus                                        | Wohnhaus; 1928, Architekturbüro Carl Arp und Fritz Basedow; eingeschossiger, kubischer Mauerwerksbau unter Schopfwalmdach, backsteinsichtige Fassaden mit expressionistischen Details - Begründung: geschichtlich, städtebaulich - Schutzumfang: Wohnhaus, Pergola und Einfriedung - Denkmaltyp: Bauliche Anlage | BW                               |
| 36687          | Promenade (53° 41′ 51″ N, 10° 46′ 11″ O)                    | Bootshaus der Lauenburgischen Gelehrtenschule   | Bootshaus der Lauenburgischen Gelehrtenschule; 1896; eingeschossiger Holzbau mit reetgedecktem Satteldach, geschichtlich eng verbunden mit dem renommierten Ratzeburger Rudertrainer Karl Adam - Begründung: geschichtlich, städtebaulich - Schutzumfang: gesamtes Objekt - Denkmaltyp: Bauliche Anlage | BW                               |
| 3594 Wikidata  | Rathausstraße 10 (53° 42′ 2″ N, 10° 46′ 27″ O)              | Wohnhaus (südl. Gebäudeteil)                    | Alteintragung (Aktualisierung vorgesehen) - Begründung: geschichtlich, städtebaulich - Schutzumfang: gesamtes Äußeres - Denkmaltyp: Bauliche Anlage | Fotos hochladen                  |
| 10965 Wikidata | Röpersberg (53° 41′ 2″ N, 10° 46′ 1″ O)                     | Ehrenmal Erster Weltkrieg                       | Da die Schlacht bei Gravelotte im Deutsch-Französischen Krieg 1870/1871 die wohl ruhmreichste in der Geschichte des Jäger-Bataillons war, wurde im 25. Jahr des Bestehens der Einheit der 18. August zum Feiertag des Bataillons bestimmt. Da dieser 1891 auf einen Sonntag fiel, wurde er erstmals am 17. August 1891 begangen und gipfelte am Sonntag in der Einweihung des Kriegerdenkmals am Hundebusch. Die Bedeutung der verbliebenen Reste des Denkmals ist heute nahezu vergessen. Alteintragung (Aktualisierung vorgesehen) - Begründung: geschichtlich, künstlerisch, städtebaulich - Schutzumfang: Alteintragung (Aktualisierung vorgesehen) - Denkmaltyp: Bauliche Anlage                                                              | Fotos hochladen                  |
| 36731          | Röpersberg (53° 41′ 22″ N, 10° 46′ 49″ O)                   | Straßenbrücke                                   | Straßenbrücke; 1907/08; gemauerte, backsteinsichtige Brücke, die mit drei Bögen und zwei sich nach oben leicht verjüngenden Pfeilern die ehemalige Ratzeburger Kleinbahntrasse überquert - Begründung: geschichtlich, städtebaulich, technisch - Schutzumfang: gesamtes Objekt - Denkmaltyp: Bauliche Anlage | BW                               |
| 9595 Wikidata  | Röpersberg 20 (53° 41′ 17″ N, 10° 46′ 28″ O)                | Villa                                           | 1928–1937 als Tuberkulose-Abteilung des benachbarten Wilhelm-Augusta-Krankenhauses genutzt; Alteintragung (Aktualisierung vorgesehen) - Begründung: Alteintragung (Aktualisierung vorgesehen) - Schutzumfang: Alteintragung (Aktualisierung vorgesehen) - Denkmaltyp: Bauliche Anlage | Fotos hochladen                  |
| 36713          | Schloßwiese 3 (53° 41′ 59″ N, 10° 45′ 59″ O)                | Badeanstalt                                     | Badeanstalt; 1938–39; langgestreckter, eingeschossiger Mauerwerksbau im Heimatschutzstil mit reetgedecktem Satteldach, auf leicht geschwungenem, u-förmigem Grundriss mit kurzen Seitenflügeln - Begründung: geschichtlich, städtebaulich - Schutzumfang: gesamtes Objekt - Denkmaltyp: Bauliche Anlage | BW                               |
| 3595 Wikidata  | Schmiedestraße 1 (53° 42′ 3″ N, 10° 46′ 22″ O)              | Wohnhaus                                        | Wohnhaus; 18. Jh.; eingeschossiger, traufständiger Fachwerkbau unter Satteldach, langgestreckte, neunachsige Straßenfront mit Oberlichttür in der Formensprache des Zopfstils - Begründung: geschichtlich, städtebaulich - Schutzumfang: gesamtes Äußeres - Denkmaltyp: Bauliche Anlage, Mehrheit von baulichen Anlagen: Wohnhäuser Schmiedestraße/Kl.Kreuzstraße | Fotos hochladen                  |
| 6331 Wikidata  | Schmiedestraße 2 (53° 42′ 3″ N, 10° 46′ 23″ O)              | Wohnhaus                                        | Wohnhaus; vermutlich 18. Jh.; eingeschossiger, traufständiger Fachwerkbau mit Mauerwerksausfachung unter Schopfwalmdach, straßenseitig aufgemauerte Fassade - Begründung: geschichtlich, städtebaulich - Schutzumfang: gesamtes Objekt - Denkmaltyp: Bauliche Anlage, Mehrheit von baulichen Anlagen: Wohnhäuser Schmiedestraße/Kl.Kreuzstraße | Fotos hochladen                  |
| 8821 Wikidata  | Schmiedestraße 6 (53° 42′ 4″ N, 10° 46′ 23″ O)              | Wohnhaus                                        | Wohnhaus; erste Hälfte 18. Jh.; eingeschossiger, traufständiger Fachwerkbau mit Mauerwerksausfachung unter Satteldach, straßenseitig zweiachsiges Zwerchhaus - Begründung: geschichtlich, städtebaulich - Schutzumfang: gesamtes Objekt - Denkmaltyp: Bauliche Anlage, Mehrheit von baulichen Anlagen: Wohnhäuser Schmiedestraße/Kl.Kreuzstraße | Fotos hochladen                  |
| 6332 Wikidata  | Schmiedestraße 8 (53° 42′ 4″ N, 10° 46′ 23″ O)              | Wohnhaus                                        | Wohnhaus; um 1702; eingeschossiger, traufständiger Fachwerkbau mit Mauerwerksausfachung unter Satteldach, straßenseitig zweiachsiges Zwerchhaus - Begründung: geschichtlich, städtebaulich - Schutzumfang: gesamtes Objekt - Denkmaltyp: Bauliche Anlage, Mehrheit von baulichen Anlagen: Wohnhäuser Schmiedestraße/Kl.Kreuzstraße | Fotos hochladen                  |
| 2075 Wikidata  | Schrangenstraße 3 (53° 41′ 56″ N, 10° 46′ 29″ O)            | Herberge zur Heimat                             | Alteintragung (Aktualisierung vorgesehen) - Begründung: Alteintragung (Aktualisierung vorgesehen) - Schutzumfang: Alteintragung (Aktualisierung vorgesehen) - Denkmaltyp: Bauliche Anlage | Fotos hochladen                  |
| 36825          | Schweriner Straße 7 (53° 41′ 49″ N, 10° 47′ 0″ O)           | Wohnhaus                                        | Wohnhaus; nach 1884, Maurermeister Bartels; eingeschossiger, traufständiger Backsteinbau mit pfannengedecktem Satteldach mit Zwerchgiebel, aufwändige Putzgliederung im Stil des Historismus - Schutzumfang: Wohnhaus - Begründung: Geschichtlich, Künstlerisch, Städtebaulich | BW                               |
| 31030          | Seedorfer Straße 7 (53° 41′ 25″ N, 10° 47′ 20″ O)           | Friedhofskapelle                                | Friedhofskapelle; 1963, Architekt Wilhelm Neveling; kompakter, backsteinsichtiger Baukörper auf quadratischem Grundriss unter bündig mit der Fassade abschließendem Satteldach mit Dachreiter - Begründung: geschichtlich, künstlerisch, städtebaulich - Schutzumfang: gesamtes Objekt - Denkmaltyp: Bauliche Anlage, Sachgesamtheit: Friedhof Seedorfer Straße | BW                               |
| 26524 Wikidata | Seekenkamp (53° 41′ 52″ N, 10° 45′ 27″ O)                   | Ehrenmal für Gefallene der Weltkriege           | Alteintragung (Aktualisierung vorgesehen) - Begründung: geschichtlich, künstlerisch - Schutzumfang: Alteintragung (Aktualisierung vorgesehen) - Denkmaltyp: Bauliche Anlage | BW                               |
| 36725          | Seestraße 6 (53° 41′ 55″ N, 10° 46′ 37″ O)                  | ehem. Wohnhaus Ernst Barlach                    | Wohnhaus; Ende 19. Jh.; ehem. Wohnhaus Ernst Barlachs, eingeschossiger Backsteinbau mit Satteldach, traufständig mit mittigem breiten Zwerchhaus und zeittypische Putzornamentik, Giebelseite holzverkleidet - Begründung: geschichtlich, städtebaulich - Schutzumfang: gesamtes Objekt - Denkmaltyp: Bauliche Anlage | BW                               |
| 22860          | Seminarweg 1 (53° 42′ 0″ N, 10° 46′ 12″ O)                  | ehem. Lehrerseminar                             | ehem. Lehrerseminar (heute: Ernst-Barlach Schule); 1896; dreigeschossiger, backsteinsichtiger Mauerwerksbau unter Schopfwalmdach, seitlicher Querbau mit Stufengiebeln, Gestaltung in neogotischer Formansprache - Begründung: geschichtlich, städtebaulich - Schutzumfang: gesamtes Objekt - Denkmaltyp: Bauliche Anlage | BW                               |
| 10183 Wikidata | Theaterplatz 1 (53° 41′ 48″ N, 10° 46′ 28″ O)               | „Burgtheater“: Kino                             | Alteintragung (Aktualisierung vorgesehen) - Begründung: Alteintragung (Aktualisierung vorgesehen) - Schutzumfang: Alteintragung (Aktualisierung vorgesehen) - Denkmaltyp: Bauliche Anlage | Fotos hochladen                  |
| 23312          | Töpferstraße 1 (53° 41′ 58″ N, 10° 46′ 24″ O)               | Wohn- und Geschäftshaus                         | Wohn- und Geschäftshaus; um 1900; dreigeschossiger, traufständiger Putzbau auf L-förmigem Grundriss unter Mansarddach, zeittypische Putzornamentik, historischer Gewölbekeller - Begründung: geschichtlich, städtebaulich - Schutzumfang: gesamtes Objekt - Denkmaltyp: Bauliche Anlage | BW                               |
| 9592 Wikidata  | Töpferstraße 9 (53° 41′ 58″ N, 10° 46′ 21″ O)               | Wohnhaus                                        | Alteintragung (Aktualisierung vorgesehen) - Begründung: geschichtlich, wissenschaftlich, städtebaulich - Schutzumfang: gesamtes Objekt - Denkmaltyp: Bauliche Anlage | Fotos hochladen                  |
| 6335 Wikidata  | Töpferstraße 10 (53° 41′ 59″ N, 10° 46′ 18″ O)              | Stadtapotheke                                   | Alteintragung (Aktualisierung vorgesehen) - Begründung: Alteintragung (Aktualisierung vorgesehen) - Schutzumfang: Alteintragung (Aktualisierung vorgesehen) - Denkmaltyp: Bauliche Anlage | Fotos hochladen                  |
| 6327 Wikidata  | Töpferstraße 14 (53° 41′ 59″ N, 10° 46′ 16″ O)              | Wohn- und Geschäftshaus                         | Wohn- und Geschäftshaus; um 1760; zweigeschossiger, traufständiger Fachwerkbau mit verputzter Straßenfassade, überdeckt von einseitig abgewalmten Satteldach mit breitgelagerter Fledermausgaube - Begründung: geschichtlich, städtebaulich - Schutzumfang: gesamtes Objekt - Denkmaltyp: Bauliche Anlage, Mehrheit von baulichen Anlagen: Baugruppe Töpferstraße 12-18 | Fotos hochladen                  |
| 3597 Wikidata  | Unter den Linden 1 (53° 42′ 0″ N, 10° 46′ 9″ O)             | ehem. Gelehrtenschule                           | heute Rathaus; Alteintragung (Aktualisierung vorgesehen) - Begründung: geschichtlich, städtebaulich - Schutzumfang: Alteintragung (Aktualisierung vorgesehen) - Denkmaltyp: Bauliche Anlage | Fotos hochladen                  |
| 2631 Wikidata  | Unter den Linden 1 (53° 42′ 1″ N, 10° 46′ 10″ O)            | ehem. Turnhalle Gelehrtenschule, heute Bücherei | Alteintragung (Aktualisierung vorgesehen) - Begründung: geschichtlich, städtebaulich - Schutzumfang: gesamtes Objekt - Denkmaltyp: Bauliche Anlage | Fotos hochladen                  |
| 36697          | Unter den Linden, Demolierung (53° 41′ 56″ N, 10° 46′ 5″ O) | Bronzeplastik „Junger Weidehengst“              | Bronzeplastik „Junger Weidehengst“; 1962, Bildhauer Karlheinz Goedtke; lebensgroße Bronzeplastik auf einer am westlichen Rand der Stadtinsel gelegenen Grünfläche - Begründung: geschichtlich, künstlerisch, städtebaulich - Schutzumfang: gesamtes Objekt - Denkmaltyp: Bauliche Anlage | Fotos hochladen                  |
| 23313          | Wasserstraße 3 (53° 42′ 0″ N, 10° 46′ 18″ O)                | Wohnhaus                                        | Wohnhaus; 19. Jh.; zweigeschossiger, traufständiger Fachwerkbau mit Mauerwerksausfachung unter Satteldach, straßenseitig vorgeblendete Backsteinfassade - Begründung: geschichtlich, städtebaulich - Schutzumfang: gesamtes Objekt - Denkmaltyp: Bauliche Anlage | BW                               |
| 6337 Wikidata  | Wasserstraße 7 (53° 42′ 1″ N, 10° 46′ 18″ O)                | Wohnhaus                                        | Alteintragung (Aktualisierung vorgesehen) - Begründung: Alteintragung (Aktualisierung vorgesehen) - Schutzumfang: Alteintragung (Aktualisierung vorgesehen) - Denkmaltyp: Bauliche Anlage | Fotos hochladen                  |
| 3591           | Wedenberg (53° 41′ 56″ N, 10° 45′ 31″ O)                    | Kirche St. Georg auf dem Berge mit Ausstattung  | Die erste Kirche an dieser Stelle wurde 1066 im Wendenaufstand im Zusammenhang mit der Steinigung des Abtes und Märtyrers Ansverus und seiner 18 Klosterbrüder zerstört. Es handelte sich um die Klosterkirche des im Jahr 1044 eingerichteten Benediktinerklosters St. Georg auf dem Berge. Alteintragung (Aktualisierung vorgesehen) - Begründung: geschichtlich, künstlerisch, städtebaulich - Schutzumfang: gesamtes Objekt - Denkmaltyp: Bauliche Anlage, Sachgesamtheit: Kirche St. Georg auf dem Berge | Fotos hochladen                  |
| 2434 Wikidata  | Wedenberg (53° 41′ 56″ N, 10° 45′ 29″ O)                    | Pflasterstraße und Stützmauern                  | Alteintragung (Aktualisierung vorgesehen) - Begründung: geschichtlich, städtebaulich - Schutzumfang: Alteintragung (Aktualisierung vorgesehen) - Denkmaltyp: Bauliche Anlage, Sachgesamtheit: Kirche St. Georg auf dem Berge | Fotos hochladen                  |
| 2666 Wikidata  | Wedenberg (53° 41′ 54″ N, 10° 45′ 29″ O)                    | Treppe am St. Georgsberg                        | Alteintragung (Aktualisierung vorgesehen) - Begründung: geschichtlich, städtebaulich - Schutzumfang: Alteintragung (Aktualisierung vorgesehen) - Denkmaltyp: Bauliche Anlage, Sachgesamtheit: Kirche St. Georg auf dem Berge | Fotos hochladen                  |
| 3598 Wikidata  | Wedenberg 11 (53° 41′ 57″ N, 10° 45′ 27″ O)                 | Wohnhaus                                        | Wohnhaus; 18./19. Jh.; eingeschossiges Fachwerk mit Kurzwalmdach, giebelständig in Hanglage - Begründung: geschichtlich, städtebaulich - Schutzumfang: gesamtes Äußeres - Denkmaltyp: Bauliche Anlage, Sachgesamtheit: Altes Landratsamt | Fotos hochladen                  |
| 3599 Wikidata  | Wedenberg 13 (53° 41′ 57″ N, 10° 45′ 24″ O)                 | Altes Landratsamt                               | Altes Landratsamt; 1862, C. Lohmeyer; stattliche auf den Ratzeburger See ausgerichtete Dreiflügelanlage, eingeschossiger Gelbsteinbau mit neugotischer Ornamentik, breite zweigeschossige Seitenrisalite und Mittelrisalit - Begründung: geschichtlich, städtebaulich - Schutzumfang: gesamtes Objekt - Denkmaltyp: Bauliche Anlage, Sachgesamtheit: Altes Landratsamt | Fotos hochladen                  |
| 3600 Wikidata  | Wedenberg 15 (53° 41′ 58″ N, 10° 45′ 23″ O)                 | Wohn- und Wirtschaftsgebäude                    | Wirtschaftsgebäude; 18./19. Jahrhundert; langgestreckter, auf der abfallenden Hangseite auf einer Feldsteinstützwand stehender eingeschossiger Fachwerkbau mit Halbwalmdach; nachträgliche Wohnnutzung im Westteil - Begründung: geschichtlich, städtebaulich - Schutzumfang: gesamtes Äußeres - Denkmaltyp: Bauliche Anlage, Sachgesamtheit: Altes Landratsamt | Fotos hochladen                  |

## Teile von baulichen Anlagen
| Objekt-ID | Lage                                           | Offizielle Bezeichnung | Beschreibung | Bild |
| --------- | ---------------------------------------------- | ---------------------- | --- | ---- |
| 31876     | Herrenstraße 19 (53° 41′ 57″ N, 10° 46′ 14″ O) | Fassade                | Fassade; 1819; Westfassade eines zweigeschossigen Putzbaus unter Schopfwalmdach in prominenter Ecklage, schlichte, zeittypische Fassadengliederung mit Quaderputz im Erdgeschoss - Begründung: geschichtlich, städtebaulich - Schutzumfang: gesamtes Objekt - Denkmaltyp: Teil einer baulichen Anlage | BW   |

## Gründenkmale
| Objekt-ID      | Lage                                            | Offizielle Bezeichnung    | Beschreibung | Bild            |
| -------------- | ----------------------------------------------- | ------------------------- | --- | --------------- |
| 20736 Wikidata | Barlachplatz 7 (53° 41′ 54″ N, 10° 46′ 25″ O)   | Kirchhof                  | Alteintragung (Aktualisierung vorgesehen) - Begründung: geschichtlich, Kulturlandschaft prägend - Schutzumfang: gesamtes Objekt - Denkmaltyp: Gründenkmal, Sachgesamtheit: Stadtkirche Ratzeburg | BW              |
| 11938 Wikidata | Dermin 27 (53° 41′ 34″ N, 10° 47′ 3″ O)         | Landschaftspark           | Alteintragung (Aktualisierung vorgesehen) - Begründung: geschichtlich, Kulturlandschaft prägend - Schutzumfang: gesamtes Objekt - Denkmaltyp: Gründenkmal | BW              |
| 10879 Wikidata | Domhof 18 (53° 42′ 12″ N, 10° 46′ 29″ O)        | Kirchhof                  | Alteintragung (Aktualisierung vorgesehen) - Begründung: geschichtlich, städtebaulich, Kulturlandschaft prägend - Schutzumfang: Kirchhof, Grabmale, Gruftanlagen, Welfendenkmal, Kirchhofsmauer, Kirchhofstor, Lindenkranz - Denkmaltyp: Gründenkmal | Fotos hochladen |
| 26522          | Domhof (53° 42′ 9″ N, 10° 46′ 28″ O)            | Palmberg                  | Palmberg; 18. Jh.; in ihrer grundlegenden Struktur barocke Grünanlage mit vier historischen Lindenalleen und dem Mahnmal „Kreuz des Ostens“ von 1950 - Begründung: geschichtlich, städtebaulich - Schutzumfang: Palmberg, „Kreuz des Ostens“, Dreistrahl, Lindenallee am Domhof, Lindenallee Südseite, östliche Lindenreihe - Denkmaltyp: Gründenkmal     | Fotos hochladen |
| 28841 Wikidata | Röpersberg (53° 41′ 5″ N, 10° 46′ 15″ O)        | Ehrenmal: Lindenallee     | Alteintragung (Aktualisierung vorgesehen) - Begründung: geschichtlich, künstlerisch - Schutzumfang: gesamtes Objekt - Denkmaltyp: Gründenkmal | BW              |
| 28842 Wikidata | Röpersberg (53° 41′ 3″ N, 10° 46′ 20″ O)        | Ehrenmal: Lindenkranz     | Alteintragung (Aktualisierung vorgesehen) - Begründung: geschichtlich, Kulturlandschaft prägend - Schutzumfang: gesamtes Objekt - Denkmaltyp: Gründenkmal | BW              |
| 13661 Wikidata | Röpersberg 20 (53° 41′ 18″ N, 10° 46′ 27″ O)    | Villengarten              | Alteintragung (Aktualisierung vorgesehen) - Begründung: geschichtlich, künstlerisch, städtebaulich - Schutzumfang: gesamtes Objekt - Denkmaltyp: Gründenkmal | BW              |
| 26527          | Seedorfer Straße (53° 41′ 27″ N, 10° 47′ 22″ O) | Friedhof Seedorfer Straße | Friedhof Seedorfer Straße; 1860; Friedhofsgelände mit zeittypischem achsensymmetrischem Wegesystem, historischen Grabmalen und altem Baumbestand - Begründung: geschichtlich, städtebaulich - Schutzumfang: gesamtes Objekt - Denkmaltyp: Gründenkmal, Sachgesamtheit: Friedhof Seedorfer Straße                                                          | Fotos hochladen |
| 26525 Wikidata | Seekenkamp (53° 41′ 53″ N, 10° 45′ 23″ O)       | Militärfriedhof           | Alteintragung (Aktualisierung vorgesehen) - Begründung: geschichtlich, künstlerisch, Kulturlandschaft prägend - Schutzumfang: Militärfriedhof, Grabmal v. Bessel, Grabmal Berger, Grabmal v. d. Oelsnitz, Grabmal v. Notz, Grabmal Fritz Wolff, Grabmal Kanehls, Grabmal Cordes, Grabmal Johannes Wolff, Grabmal v. Weber, Grabmal Strutz, Grabmal Kille; | BW              |
| 20733 Wikidata | Wedenberg (53° 41′ 57″ N, 10° 45′ 31″ O)        | Kirchhof (Alter Friedhof) | Alteintragung (Aktualisierung vorgesehen) - Begründung: geschichtlich, Kulturlandschaft prägend - Schutzumfang: Kirchhof (Alter Friedhof), Granit-Böschungsmauern - Denkmaltyp: Gründenkmal, Sachgesamtheit: Kirche St. Georg auf dem Berge | Fotos hochladen |

## Ehemalige Kulturdenkmale
| Objekt-ID | Lage                                                  | Offizielle Bezeichnung | Beschreibung                                                                                                  | Bild |
| --------- | ----------------------------------------------------- | ---------------------- | --- | ---- |
| 36825     | Schweriner Straße 5 - 7 (53° 41′ 49″ N, 10° 47′ 1″ O) |                        | rückwärtiges Wirtschaftsgebäude zum Wohnhaus. im Juni 2025 nicht mehr als Teil des Kulturdenkmals ausgewiesen | BW   |